# Dorothy Cooper
Dorothy Dot Mary Cooper (Palmerston North, 23 de junio de 1941) Palmerston North) es una botánica, orquideóloga, curadora, y taxónoma neozelandesa, reconocida especialista en orquídeas, quien estableció el Grupo de Orquídeas Nativas de Nueva Zelanda.

## Algunas publicaciones
- dorothy Cooper. 1997. Field guide to the New Zealand orchids - book review. Publicó Taylor & Francis, New Zealand J. of Botany 35: 419-421. ISBN 0705507866
- ------------------ 1983. Pterostylis cardiostigma—a new species of Orchidaceae from Wellington, New Zealand. New Zealand J. of Botany, 21:1, 97-100

## Eponimia
- (Meliaceae) Aglaia cooperae Pannell[6]
- (Orchidaceae) Gastrodia cooperae Lehnebach & J.R.Rolfe[7]